# HD124883
HD124883 — хімічно пекулярна зоря спектрального класу A2, що має видиму зоряну величину в смузі V приблизно  7,3.
Вона  розташована на відстані близько 523,5 світлових років від Сонця.

## Пекулярний хімічний склад
Зоряна атмосфера HD124883 має підвищений вміст 
Sr
.